# 2Africa
2Africa ist ein internationales Unterseekabel für die Telekommunikation, das die afrikanische Küste umrundet, um Europa und den Nahen Osten miteinander zu verbinden. Das 2Africa-Kabelprojekt wird von einem Konsortium aus acht globalen Partnern finanziert.
Das System wird eines der ersten sein, das Spatial Division Multiplexing (SDM1) einsetzt, und hat eine geplante Kapazität von 180 Tbps über 16 Faserpaare. Nach seiner Fertigstellung wird 2Africa mit einer Länge von 45.000 Kilometern das größte Unterwasserkabel der Welt sein, das 46 Kabelanlandestationen in 33 Ländern verbindet.
2Africa führt von Europa durch den Atlantik und den Indischen Ozean und dann über das Rote Meer und das Mittelmeer zurück nach Europa.
Das System wird von Alcatel Submarine Networks gebaut und soll im Jahr 2024 in Betrieb genommen werden.

## Eigentümer
2Africa ist Eigentum eines Konsortiums, das sich aus acht Mitgliedern zusammensetzt:
- Meta Platforms
- China Mobile
- Mobile Telephone Networks
- Orange S.A.
- Saudi Telecom
- Vodafone Group
- West Indian Ocean Cable Company